# Kaltenbachiola strobi
Kaltenbachiola strobi är en tvåvingeart som först beskrevs av Johannes Winnertz 1853.  Kaltenbachiola strobi ingår i släktet Kaltenbachiola och familjen gallmyggor. Inga underarter finns listade i Catalogue of Life.